# Malansac
Malansac [malɑ̃sak] est une commune française située dans le département du Morbihan, en région Bretagne.

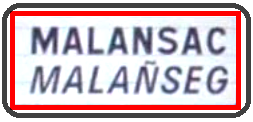
Panneau de Malansac.

## Géographie

### Situation
Malansac, est située au sud-est de la Bretagne, dans le Morbihan, à l'est du département et à proximité de la voie express entre Vannes (à 40 km) et Redon (à 20 km).

### Relief
L'altitude de la commune varie entre 6 mètres (vallée de l'Arz) et 97 mètres.
| - Carte topographique de la commune de Malansac. |

### Hydrographie
Pour un article plus général, voir Réseau hydrographique du Morbihan.
La commune est située dans le bassin Loire-Bretagne. Elle est drainée par l'Arz, le Saint Gentien, le Bodélio, le Moulin Eon, le ruisseau de l'Enfer, le ruisseau du Matz et divers autres petits cours d'eau,.
L'Arz, d'une longueur de 66 km, prend sa source dans la commune de Plaudren et se jette  dans l'Oust à Saint-Jean-la-Poterie, après avoir traversé 15 communes. 
Le Saint-Gentien, d'une longueur de 10 km, prend sa source dans la commune de Questembert et se jette  dans l'Arz à Pluherlin, après avoir traversé quatre communes. 

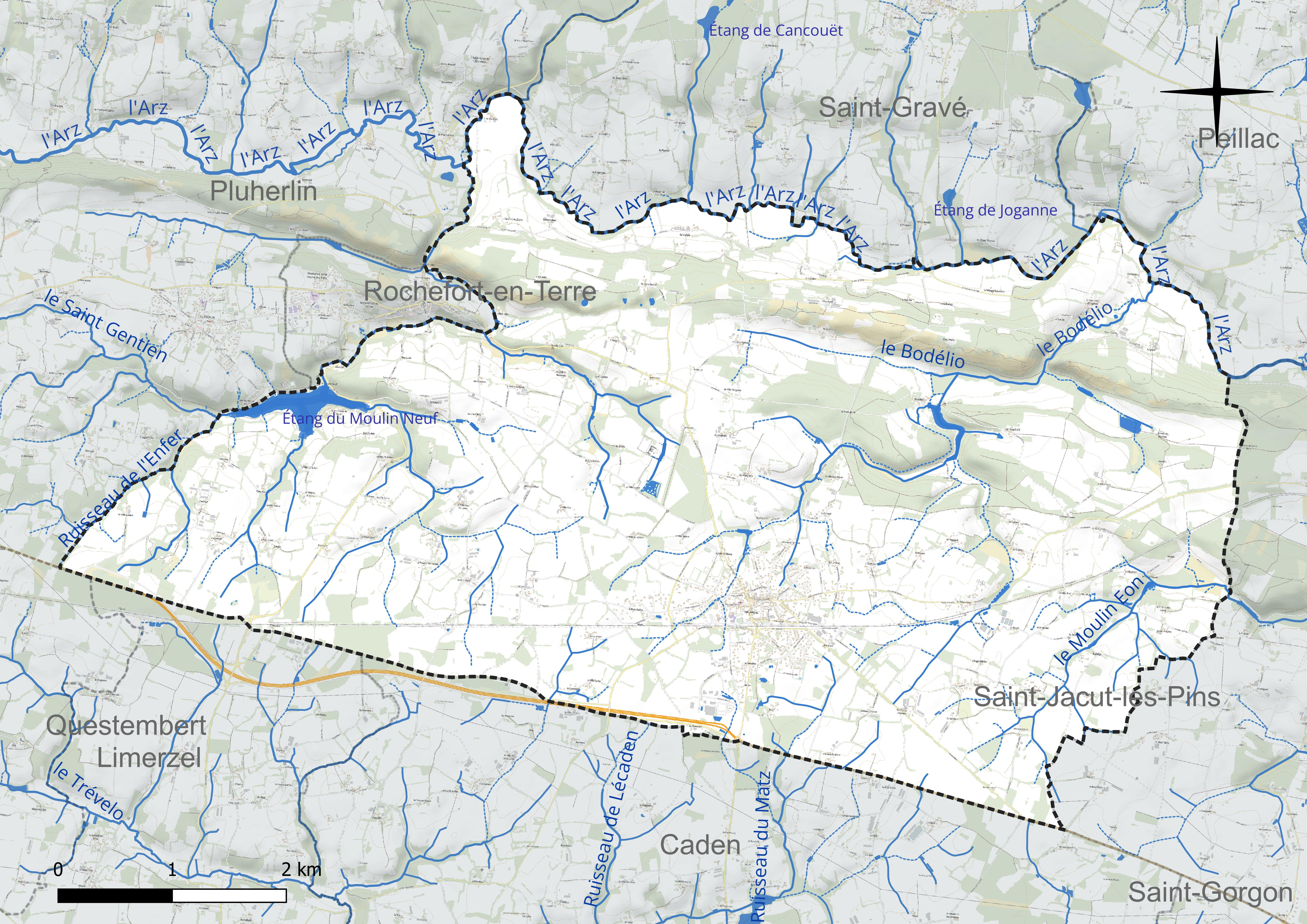
Réseau hydrographique de Malansac.

Un plan d'eau complète le réseau hydrographique : l'étang du Moulin Neuf (15,9 ha),.

### Climat
Pour des articles plus généraux, voir Climat de la Bretagne et Climat du Morbihan.
En 2010, le climat de la commune est de type climat océanique franc, selon une étude du CNRS s'appuyant sur une série de données couvrant la période 1971-2000. En 2020, Météo-France publie une typologie des climats de la France métropolitaine dans laquelle la commune est exposée à un climat océanique et est dans la région climatique  Bretagne orientale et méridionale, Pays nantais, Vendée, caractérisée par une faible pluviométrie en été et une bonne insolation. Parallèlement l'observatoire de l'environnement en Bretagne publie en 2020 un zonage climatique de la région Bretagne, s'appuyant sur des données de Météo-France de 2009. La commune est, selon ce zonage, dans la zone « Intérieur Est  », avec des hivers frais, des étés chauds et des pluies modérées.  
Pour la période 1971-2000, la température annuelle moyenne est de 11,7 °C, avec une amplitude thermique annuelle de 12,6 °C. Le cumul annuel moyen de précipitations est de 857 mm, avec 13,3 jours de précipitations en janvier et 6,4 jours en juillet. Pour la période 1991-2020, la température moyenne annuelle observée sur la station météorologique la plus proche, située sur la commune de Saint-Jacut-les-Pins à 6 km à vol d'oiseau, est de 12,4 °C et le cumul annuel moyen de précipitations est de 947,8 mm,. Pour l'avenir, les paramètres climatiques de la commune estimés pour 2050 selon différents scénarios d’émission de gaz à effet de serre sont consultables sur un site dédié publié par Météo-France en novembre 2022.

## Urbanisme

### Typologie
Au 1er janvier 2024, Malansac est catégorisée bourg rural, selon la nouvelle grille communale de densité à sept niveaux définie par l'Insee en 2022.
Elle est située hors unité urbaine et hors attraction des villes,.

### Occupation des sols
L'occupation des sols de la commune, telle qu'elle ressort de la base de données européenne d’occupation biophysique des sols Corine Land Cover (CLC), est marquée par l'importance des territoires agricoles (74,7 % en 2018), en diminution par rapport à 1990 (76,5 %). La répartition détaillée en 2018 est la suivante : 
terres arables (31,4 %), prairies (23,7 %), zones agricoles hétérogènes (19,6 %), forêts (16,5 %), zones urbanisées (4,1 %), milieux à végétation arbustive et/ou herbacée (4 %), eaux continentales (0,7 %). L'évolution de l’occupation des sols de la commune et de ses infrastructures peut être observée sur les différentes représentations cartographiques du territoire : la carte de Cassini (XVIIIe siècle), la carte d'état-major (1820-1866) et les cartes ou photos aériennes de l'IGN pour la période actuelle (1950 à aujourd'hui).

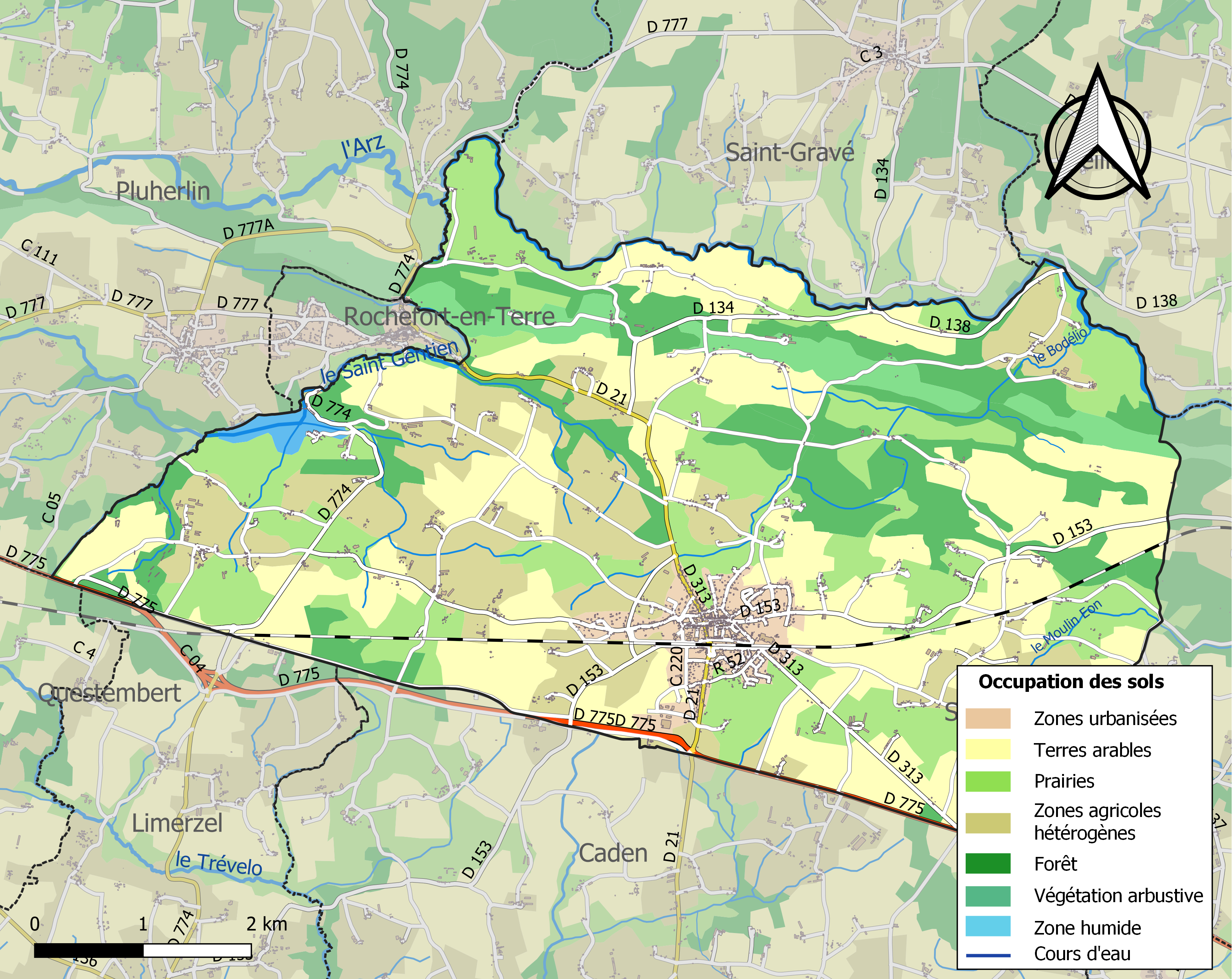
Carte des infrastructures et de l'occupation des sols de la commune en 2018 (CLC).

## Photographies

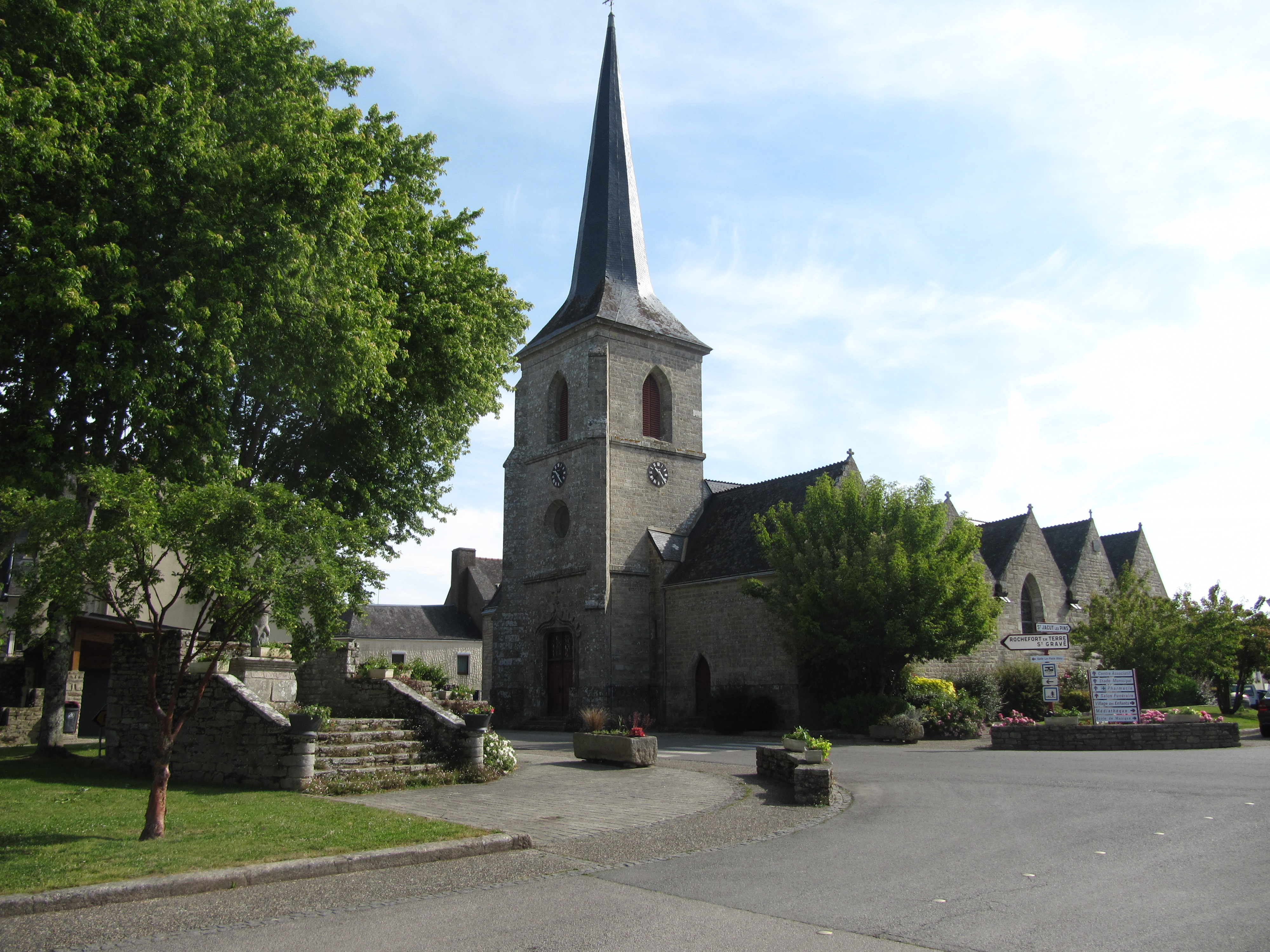
L'église et le calvaire.
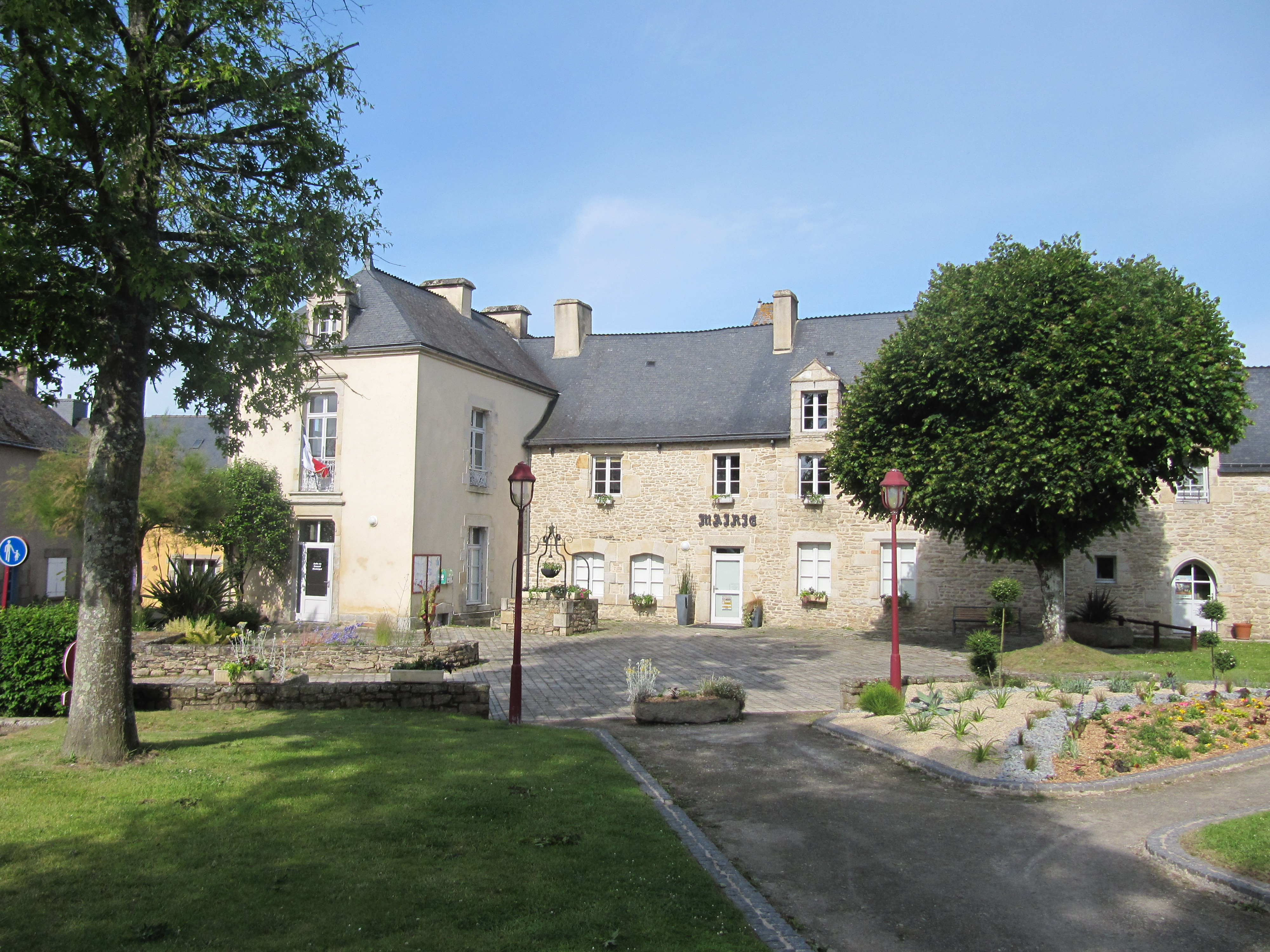
Mairie.
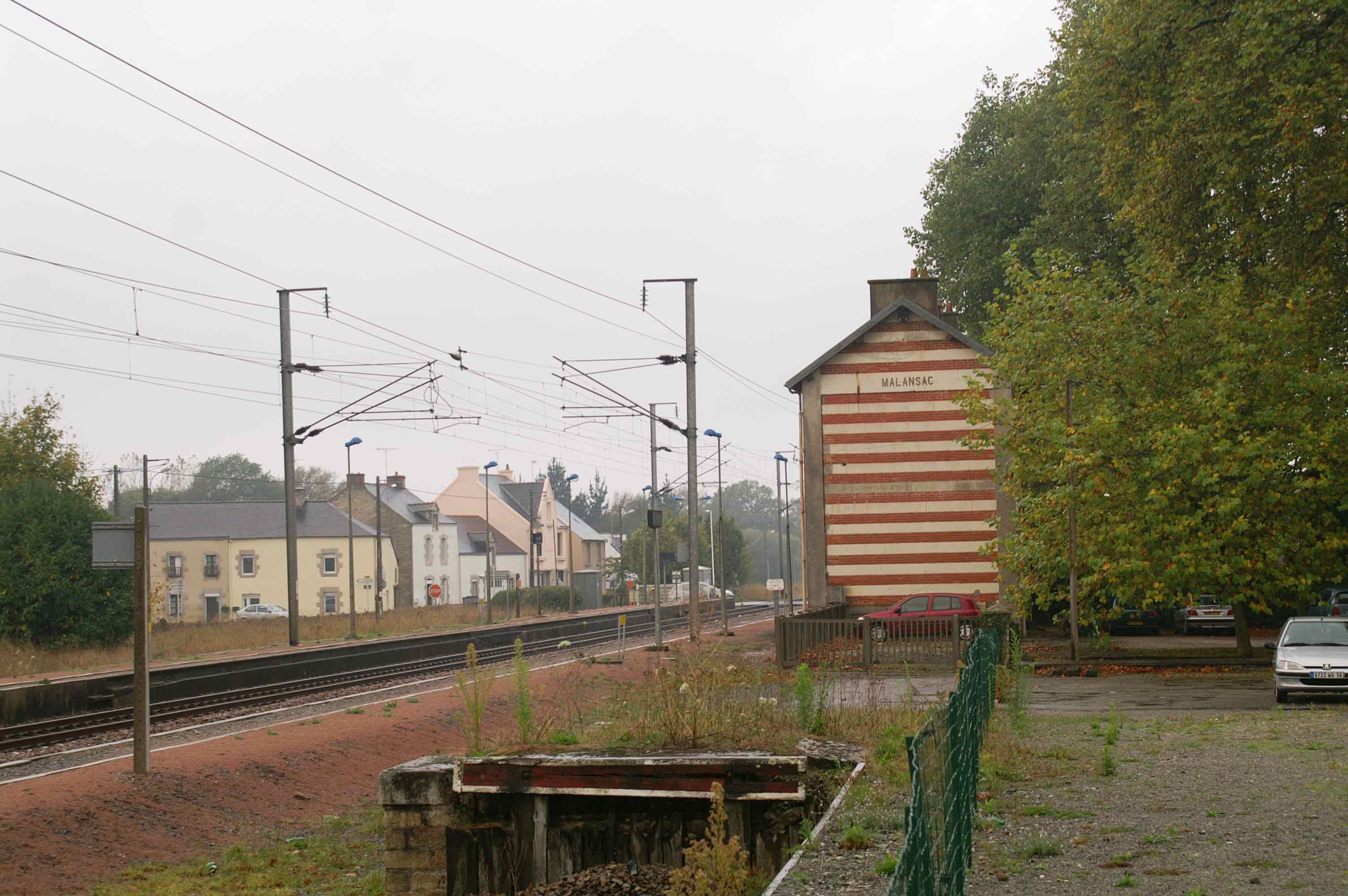
Vue de la halte ferroviaire.
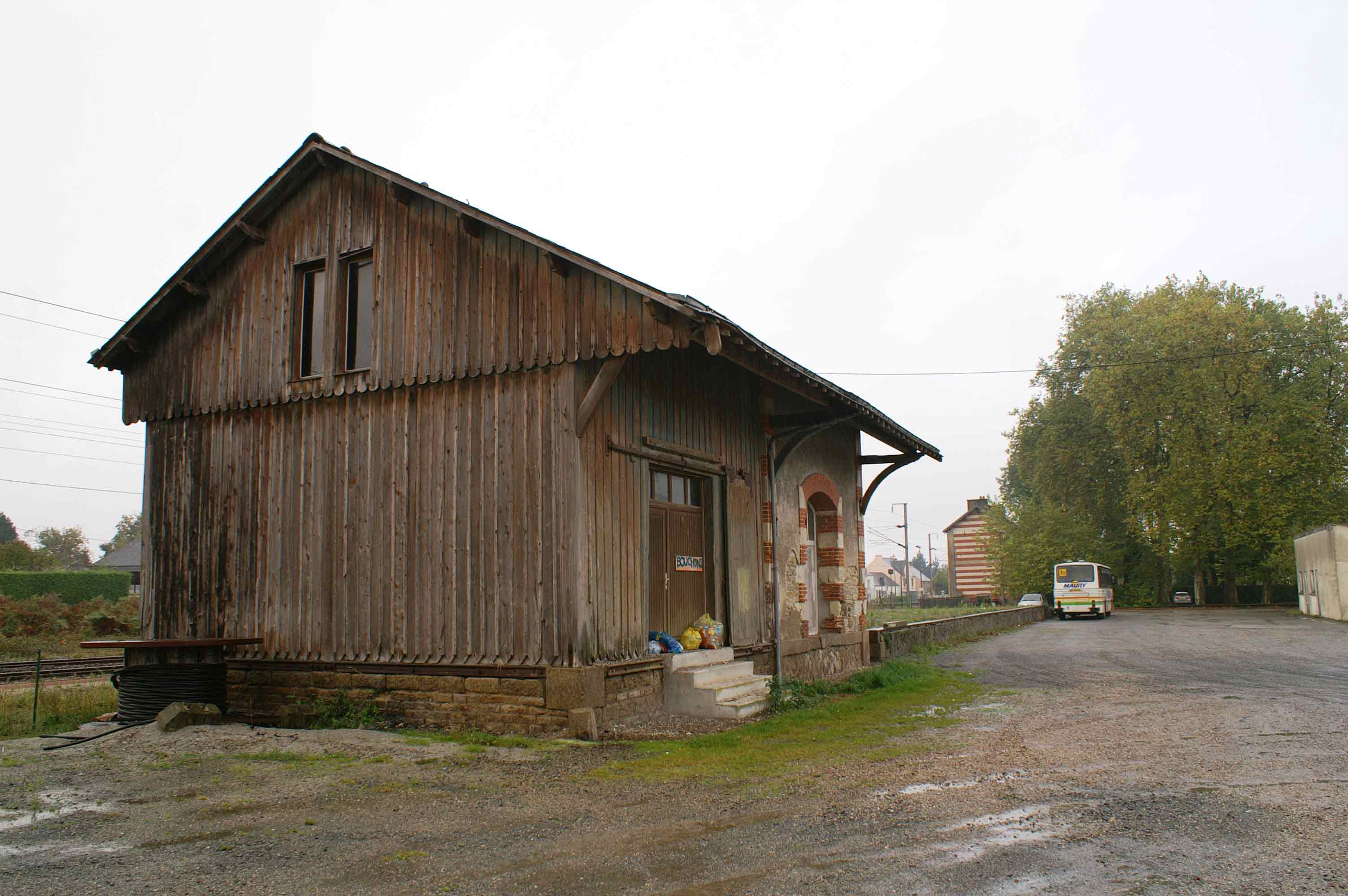
Halle à marchandises de 1862.
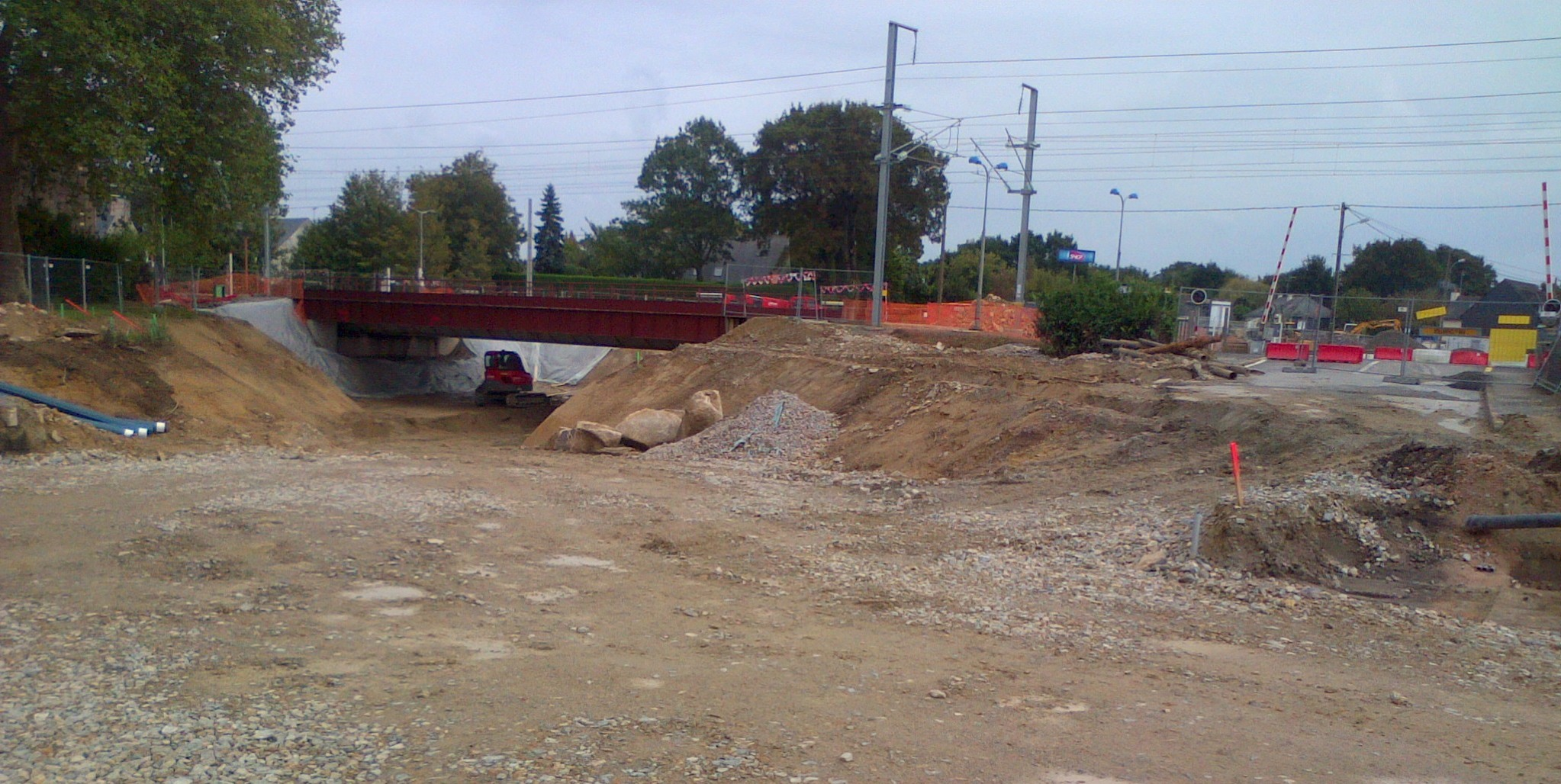
Vue de la voie SNCF au centre-bourg.
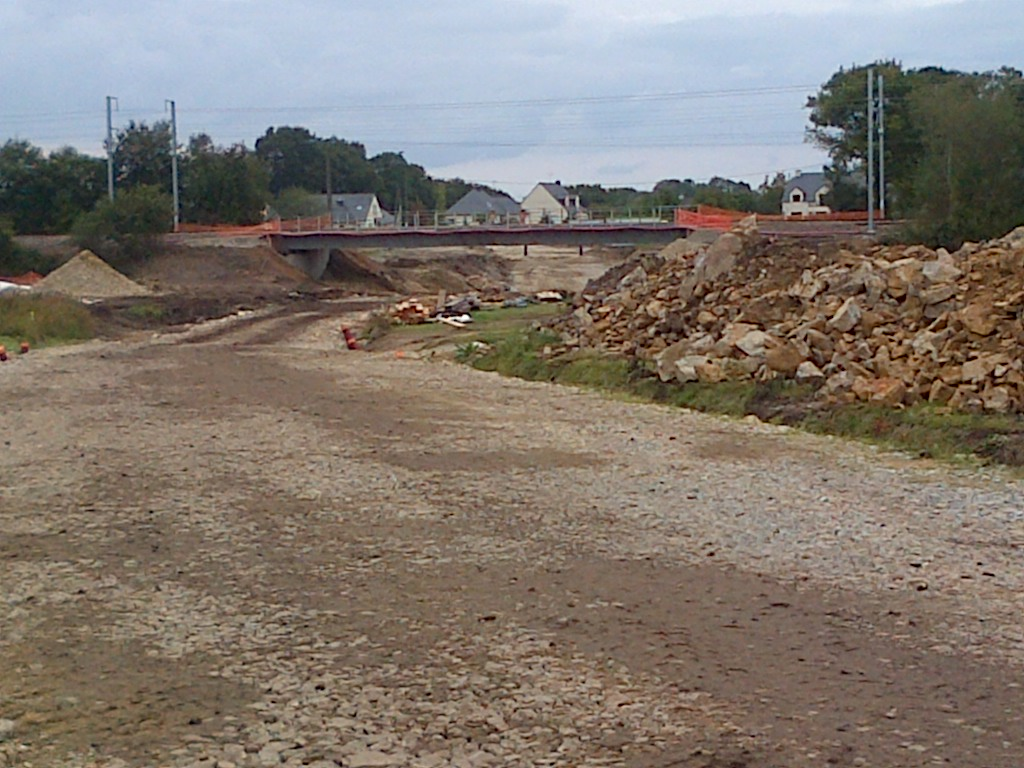
Vue de la voie SNCF au Bois-Guiho.
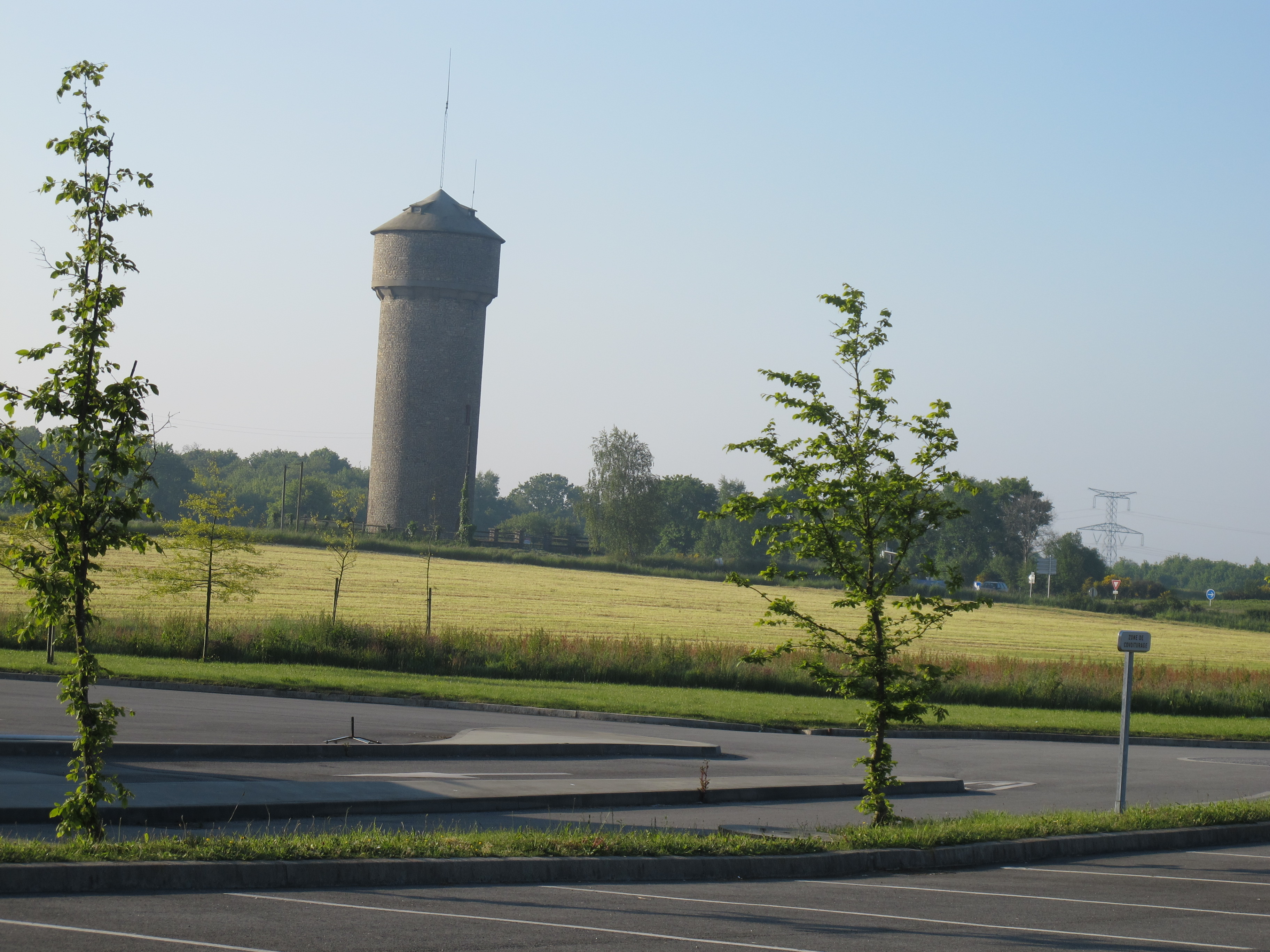
Château d'eau.
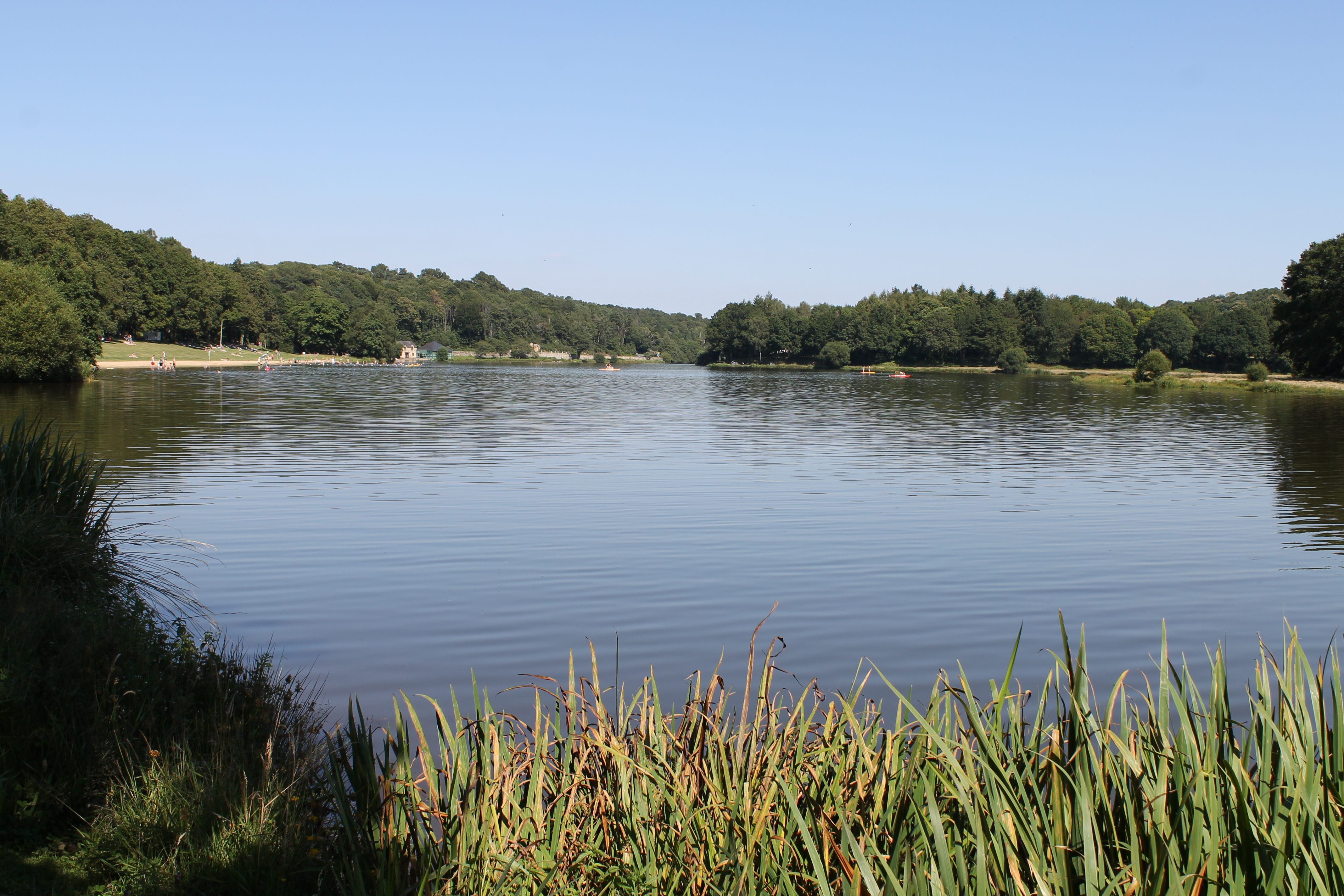
Étang du Moulin-Neuf.
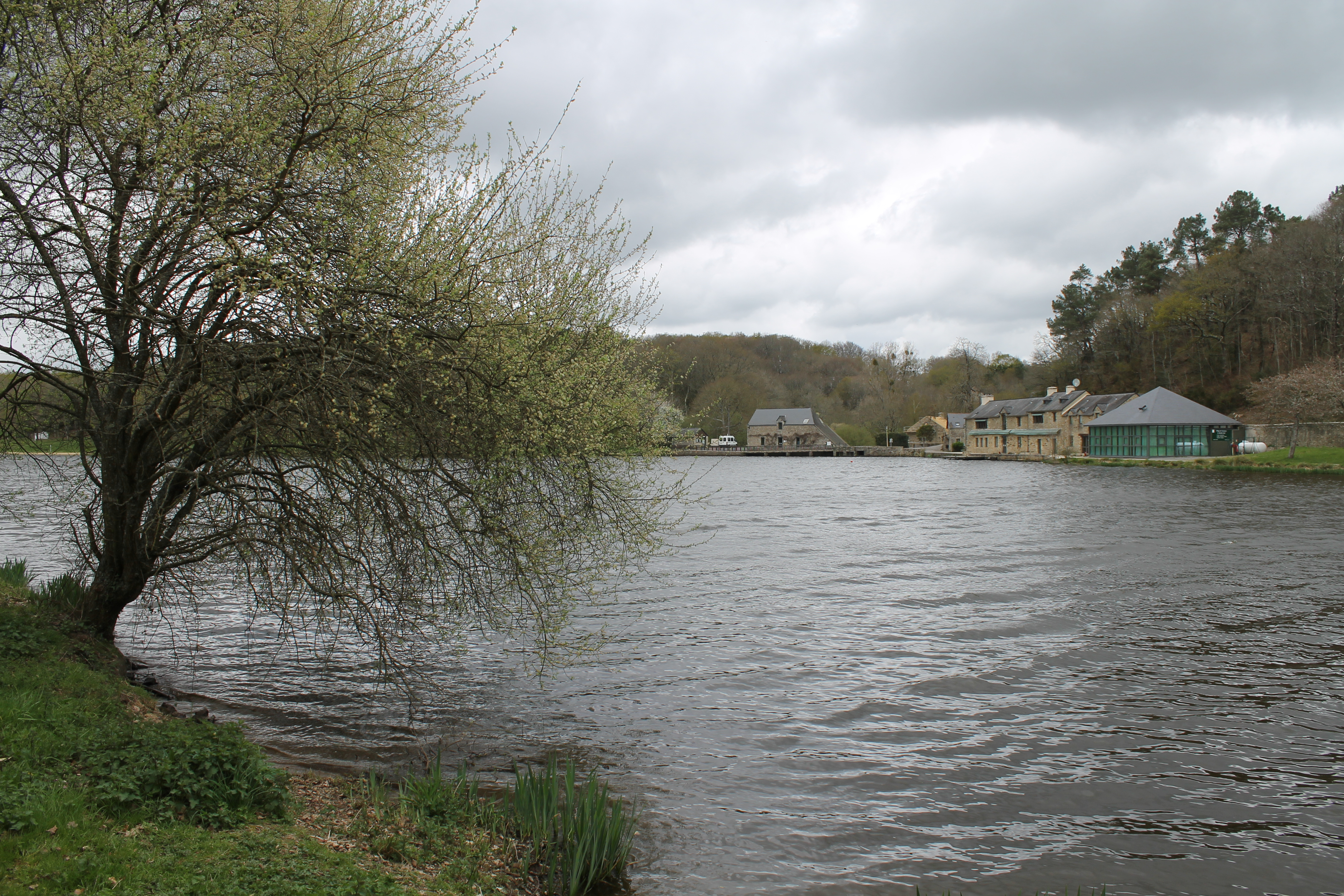
Étang du Moulin-Neuf.

## Toponymie
Le nom de la localité est mentionné sous les formes Malansac plebs en 847 (cartulaire de l'abbaye de Redon au IXe siècle), Malanzac en 857, Malenzac en 1051, Malenzahc au XIIe siècle, Mallechac en 1160, Malenchac en 1272, Malenczac en 1387, Malanczac en 1515.
Il s'agit d'une formation toponymique gallo-romaine en -acum, suffixe d'origine gauloise servant à la localisation et indiquant la propriété. Le premier élément Malans- représente un anthroponyme comme dans de nombreuses formations en -acum. Il peut s'agir d'un nom de personne latin non attesté *Melanthius, ou *Malentius variante de Maletus bien attesté.
La commune est située en région gallèse. Malansac s'écrit en gallo Malença ([malɑ̃sa]) en graphie MOGA. En breton, le nom de la commune est Malejac ou Malañseg[réf. nécessaire].
Il a pour homonyme Marenla (Pas-de-Calais, Malenchy 1142, Balentiacum -lire *Malentiacum- 1170).

## Histoire
C'est la loi du 14 décembre 1789 qui en érigeant les communes sur les bases des anciennes paroisses a établi les fonctions de l'organisation communale actuelle.

### Centre potier
Entre le XVIIIe siècle et le début du XXe siècle, Malansac était réputée pour sa poterie. Elle était d'ailleurs un des rares lieux de production de céramiques en Bretagne sud. Ses productions étaient de deux ordres: des pièces façonnées au tour à bâton, très semblables à celles issues des ateliers de Saint-Jean-la-Poterie (cruches, marmites, écuelles, pots, pichets, poêlons, etc.); et des pièces de grandes dimensions, façonnées à la main à l'aide d'outils en bois (charniers, «pannes», fontaines d'intérieur, bacs à chandelles, mitres de cheminée, etc.). L'argile utilisée, comme celle de saint-Jean-la-Poterie, est caractérisée par la présence de spicules. Du «sablon» (arène granitique) était ajouté comme dégraissant.

### Agro-alimentaire
Malansac a vu naître la marque du « Père Dodu ». Jacques Hervieu, anciennement employé du groupe Guyomarc'h, a créé dans les années 1960 sur la commune (création officielle de la marque en 1967) à l'emplacement d'un ancien abattoir de bovins (l'abattoir Mahé, du nom d'un boucher de la commune) une usine de préparation de plats cuisinés à base de volaille (« rôti de Dindonneau » puis « Cordon Bleu »), qui amena pour le bassin d'emploi pas moins de 600 salariés sur le seul site de Malansac. Alors en plein essor, la commune compte alors environ 2 000 habitants, ce qui lui valut d'être qualifiée de  « Capitale française en agroalimentaire de volaille », sans compter la création d'autres usines sur d'autres communes comme à Pleucadeuc avec la participation locale des habitants, valant à la marque, avec cette commune, un prix européen du développement économique local. La marque est alors la première marque française en produits consommés. Décédé subitement en 1984, Jacques Hervieu repose à Malansac. Depuis le déclin de la marque n'a pu être empêché, pourtant malgré la reprise, en 1991, par le groupe Doux, 1er producteur de volaille d'Europe.

## Politique et administration
| Période                                  | Période       | Identité                     | Étiquette    | Qualité |
| ---------------------------------------- | ------------- | ---------------------------- | ------------ | --- |
| Les données manquantes sont à compléter. |               |                              |              | |
| ?                                        | ?             | François Forest              | AL           | Militaire Député du Morbihan (1898 → 1914) Conseiller général de Rochefort-en-Terre (1895 → 1919)                                                              |
| 1923                                     | 1947          | René Forest (1893-1985)      | URD puis DVD | Exploitant agricole et propriétaire Conseiller général de Rochefort-en-Terre (1937 → 1940 et 1945 → 1949)                                                      |
| 1947                                     | mai 1953      | René Forest                  |              | |
| mai 1953                                 | mars 1965     | Auguste Danilo               |              | |
| mars 1965                                | mars 1983     | François Le Poul (1935-2022) | DVD          | Vétérinaire |
| mars 1983                                | mars 1989     | Marie-Thérèse Hervieu        |              | |
| mars 1989                                | juin 1995     | Pierre Launay                | SE           | Chef d'entreprise |
| juin 1995                                | 21 mars 2008  | René Santerre                | DVD puis UMP | Imprimeur retraité Conseiller général de Rochefort-en-Terre (1998 → 2004)                                                                                      |
| 21 mars 2008                             | 29 mars 2014  | François Hervieux            | PS           | Travailleur social Conseiller général de Rochefort-en-Terre (2004 → 2015)                                                                                      |
| 29 mars 2014                             | 26 mai 2020   | Jean-Claude Rakozy           | LR           | Fonctionnaire retraité 1er vice-président de Questembert Communauté                                                                                            |
| 26 mai 2020                              | 30 avril 2022 | Marc de Boysson              | LR           | Directeur de clinique retraité Démissionnaire |
| 1er juillet 2022,                        | En cours      | Morgane Rétho                | SE-DVG       | Ancienne directrice de la Redonnerie 9e vice-présidente de Questembert Communauté (2022 → ) Élue à la suite de l'élection municipale partielle du 26 juin 2022 |

## Démographie
L'évolution du nombre d'habitants est connue à travers les recensements de la population effectués dans la commune depuis 1793. Pour les communes de moins de 10 000 habitants, une enquête de recensement portant sur toute la population est réalisée tous les cinq ans, les populations de référence des années intermédiaires étant quant à elles estimées par interpolation ou extrapolation. Pour la commune, le premier recensement exhaustif entrant dans le cadre du nouveau dispositif a été réalisé en 2007.

En 2022, la commune comptait 2 292 habitants, en évolution de +4,95 % par rapport à 2016 (Morbihan : +3,82 %, France hors Mayotte : +2,11 %).
| 1793  | 1800  | 1806  | 1821  | 1831  | 1836  | 1841  | 1846  | 1851  |
| ----- | ----- | ----- | ----- | ----- | ----- | ----- | ----- | ----- |
| 1 921 | 1 883 | 2 019 | 2 004 | 2 021 | 2 004 | 2 046 | 2 032 | 2 038 |

| 1856  | 1861  | 1866  | 1872  | 1876  | 1881  | 1886  | 1891  | 1896  |
| ----- | ----- | ----- | ----- | ----- | ----- | ----- | ----- | ----- |
| 2 020 | 2 165 | 2 266 | 2 376 | 2 399 | 2 397 | 2 421 | 2 303 | 2 279 |

| 1901  | 1906  | 1911  | 1921  | 1926  | 1931  | 1936  | 1946  | 1954  |
| ----- | ----- | ----- | ----- | ----- | ----- | ----- | ----- | ----- |
| 2 256 | 2 359 | 2 307 | 2 162 | 2 114 | 2 069 | 2 059 | 2 046 | 1 954 |

| 1962  | 1968  | 1975  | 1982  | 1990  | 1999  | 2006  | 2007  | 2012  |
| ----- | ----- | ----- | ----- | ----- | ----- | ----- | ----- | ----- |
| 1 906 | 1 899 | 1 913 | 1 896 | 1 894 | 1 889 | 1 985 | 1 999 | 2 145 |

| 2017  | 2022  | - | - | - | - | - | - | - |
| ----- | ----- | - | - | - | - | - | - | - |
| 2 202 | 2 292 | - | - | - | - | - | - | - |

## Culture et patrimoine

### Lieux et monuments
- Église Notre-Dame, construite en 1694. Le clocher fut refait en 1858. Le retable du chœur est de 1654 ;
- Chapelle Saint-Jacques et Saint-Colomban : construite en 1712 ; calvaire en 1841[41] ;
- Chapelle Saint-Jean-Baptiste à l'Hôpital (XVIe siècle). Elle atteste la présence d'une aumônerie des hospitaliers de Saint-Jean mentionnée en 1160[42] ;
- Calvaire Saint-Jacques. Le piédestal de la croix date de 1807 mais la croix est sans doute plus ancienne. Le fût de la croix présente saint Jacques car Malansac est sur le chemin de Compostelle ;
- Château de la Grationnaye ;
- Manoir de Kermeux date du XVIIe siècle, il est inscrit à l'inventaire général du patrimoine culturel[43] ;
- Manoir de Saint-Fiacre date du XVIIIe siècle, il est inscrit à l'inventaire général du patrimoine culturel[44] ;
- Manoir du Vau d'Arz date du XVIIe siècle, il est inscrit à l'inventaire général du patrimoine culturel[45] ;
- Manoir de la Ville au Chêne date du XVIIe siècle, il est inscrit à l'inventaire général du patrimoine culturel[46] ;
- Parc de Bodelio ;
- La place des fours à pots ;
- La gare de Malansac, avec son bâtiment voyageurs et sa halle à marchandises construits par la compagnie du chemin de fer de Paris à Orléans (PO) en 1862[47].
- La butte aux Follets.

### Sur la commune
- Parc et manoir de Bodélio
- Ancien couvent des Cordeliers à Bodélio[48]
- Château de la Grationnais
- Parc de préhistoire de Bretagne[49] au lieu-dit à La Croix neuve.
- L'étang du Moulin neuf, avec sa base de loisirs et sa plage.

## Sport et loisirs
Équipements municipaux
- Médiathèque
- Salle omnisports, avec salle de judo et terrain multi-sport
- Salle multifonction du « Palis Bleu »
- Centre associatif

## Personnalités liées à la commune
- Jacques Hervieu (fondateur de la marque Père Dodu).
- Naïa la sorcière, qui serait née à Malansac.
- Eugène Buino (1886-1917) : officier de marine français, né à Malansac.